# Morges
Pronunciação
Morges é uma comuna suíça do cantão  Vaud , do Distrito de Morges e cuja capital é a própria cidade de Morges. Faz parte da área metropolitana de Lausana
Situada na margem direita do Lago Lemano, na região de La Côte, tem em frente, no outro lado do lago a cidade  França de Évian-les-Bains, e a cadeia montanhosa dos Destes do Midi. Morges tem uma superfície de 385 e uma população de 14 744, o que faz uma densidade de 3 829 hab/km2. A cidade que se encontra no centro de La Côte é por essa razão o centro dessa região caracterizada pelas actividades vitícolas e agrícolas, mesmo se desde 1950 tenha tido um aumento demográfico muito importante pelo desejo de tornar essa região um centro de micro-econimia importante, e também devido à sua proximidade com a capital do cantão, Lausana.

## História
Pequena localidade fundada por Luís, Duque de Saboia, foi ocupada pela Casa de Saboia entre 1286 e 1536), Morges foi depois um Bailiado bernense, entre 1539 e 1798, e faz parte cantão de Vaud desde 1803. Depois da conquista bernense torna-se o maior bailiado do País de Vaud com 66 comunas suíças e mesmo nove circunscrições militares.

### Pré-história
Foram descobertas pelos arqueólogos Adolphe Morlot, François Forel, François-Alphonse Forel e Frédéric-Louis Troyon, em 1854, aldeias palafitas que fazem parte dos Sítios palafíticos pré-históricos em redor dos Alpes e por isso inscritas ao Património Mundial da UNESCO.
A maior estação é conhecida como Grande-Cité, e esteve ocupada na parte final da Idade do Bronze e onde uma data dendrocronológica a situa em 1301 A.C., e ela conserva os pilotis in situ (ver Imagens). Ligeiramente mais a Norte há uma outra estação do mesmo tipo, a Vers-l'Eglise, cuja primeira ocupação começa no Neolítico, logo entre 2900 e 2700 A.D., como o demonstraram as peças em cerâmica. Ainda há uma terceira, Les Roseaux, onde foram encontradas taças em cerâmica fina e onde o alinhamento dos pilotis mostram uma organização das cabanas perpendiculares à costa.

### Idade Média
Desde a sua fundação, a sua localização nas margens do Lago Lemano, permite-lhe um comércio lacustre importante, com o demonstra a Praça do Mercado, com a albergaria da Cruz Branca, de cerca de 1550, no estilo gótico tardios.
O Castelo de Morges, a Sul da localidade, é uma cópia do de Yverdon-les-Bains é característico com as torres nos ângulos, e uma pátio central sub-elevado com construções medievais existentes já em 1340.

## Turismo
A decoração floral da aldeia valei-lhe o pseudónimo de Morges La Coquette e isso é confirmado anualmente com a Festa das Túlipas em Abril (ver Imagens). 

## Transportes
A comuna está ligada a Lausana e Genebra pela auto-estrada A1 e pela linha ferroviária Inter-City, Inter-Regio dos Caminhos de Ferro Federais (CFF), e a nível regional pela Linha Bière-Apples-Morges, a BAM, com uma extensão Apples-L'Isle.
A nível comunal, são os Transportes da região Morges-Bière-Cossonay, que aliás gerem a BAM, que se ocupam dos transportes púbicos (TPM), e dos transportes regionais (MBC).

## Imagens

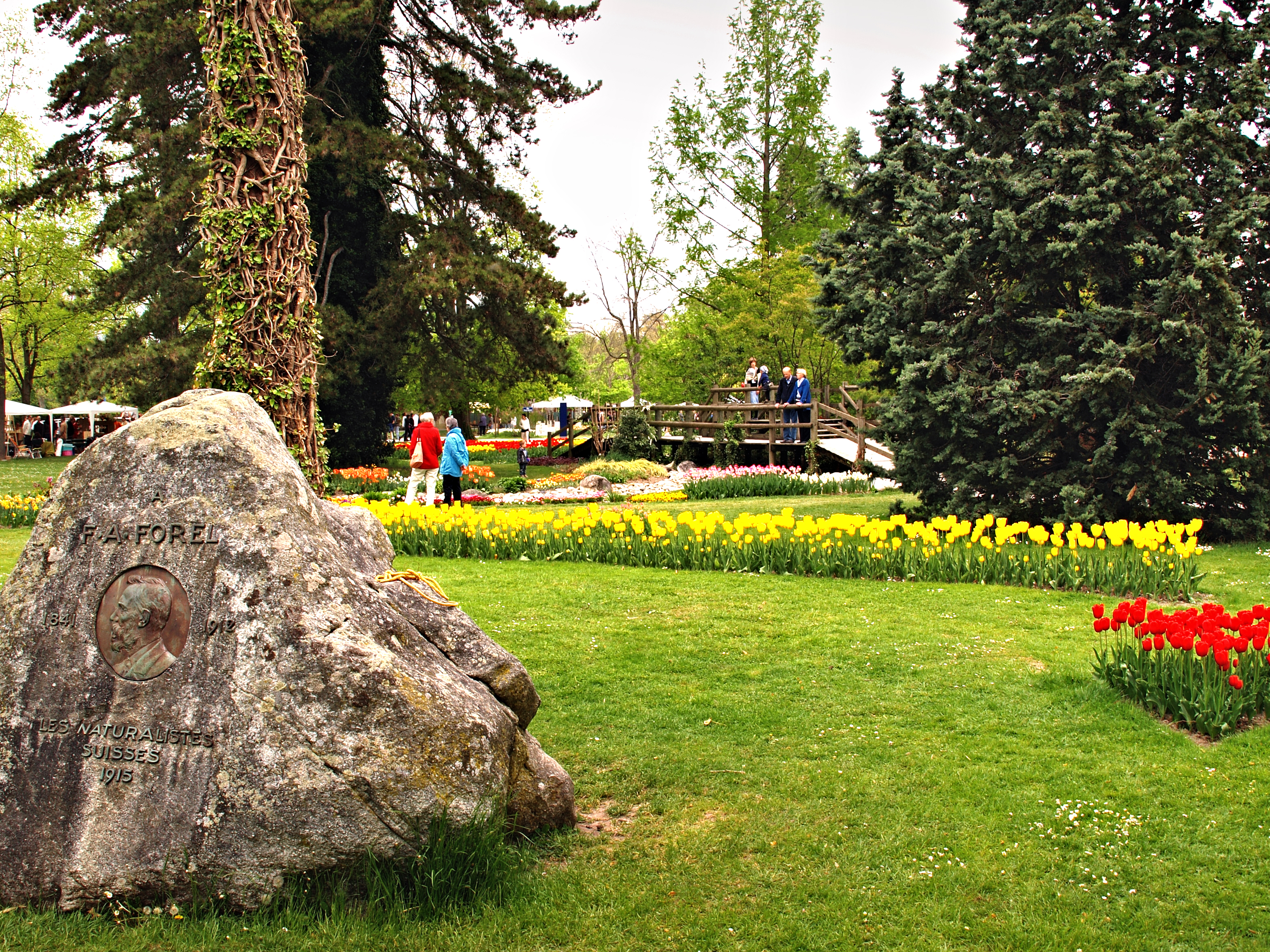
Festa da tulipas
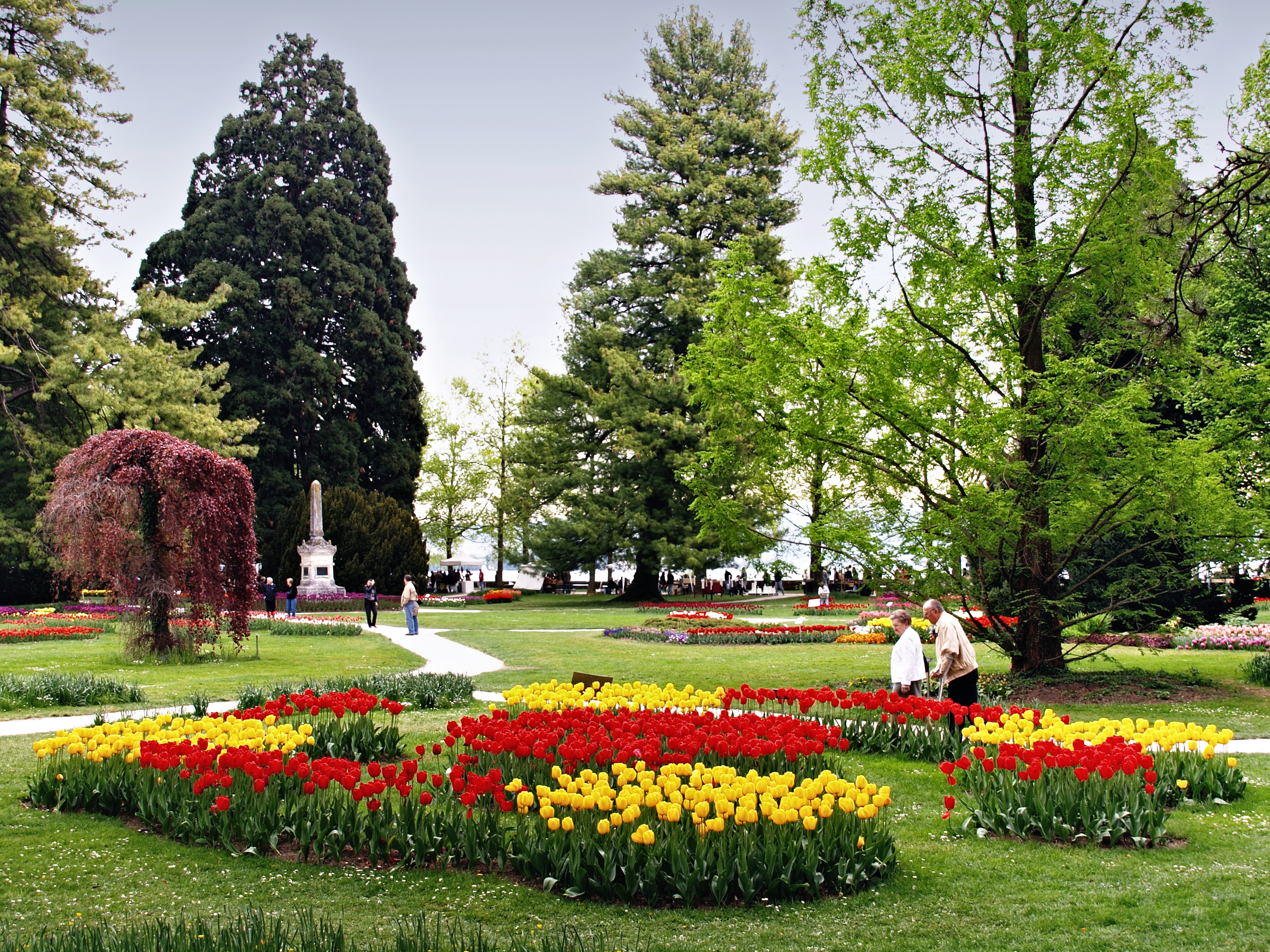
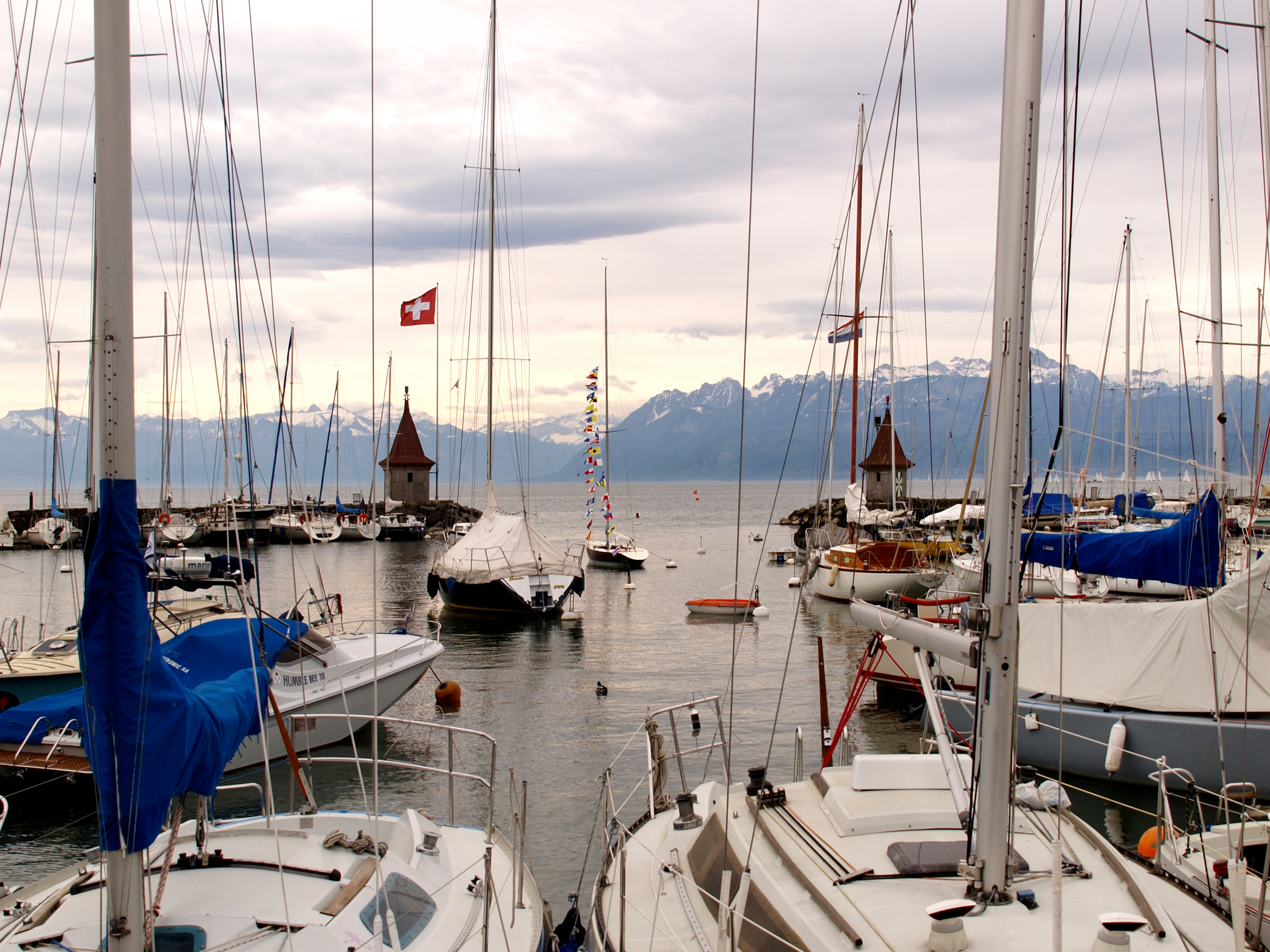
O porto e as suas célebres torres
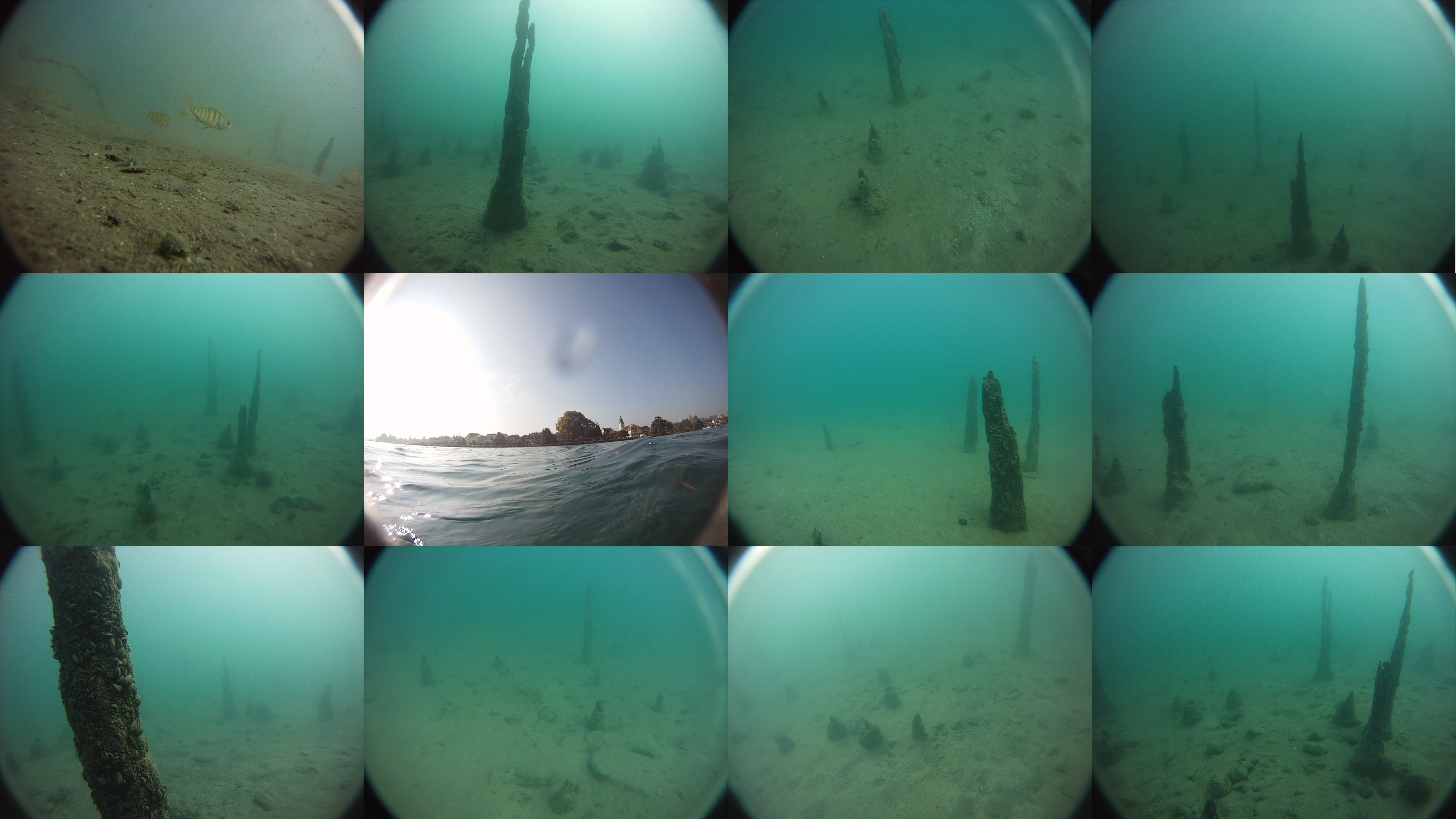
Aldeia palafita
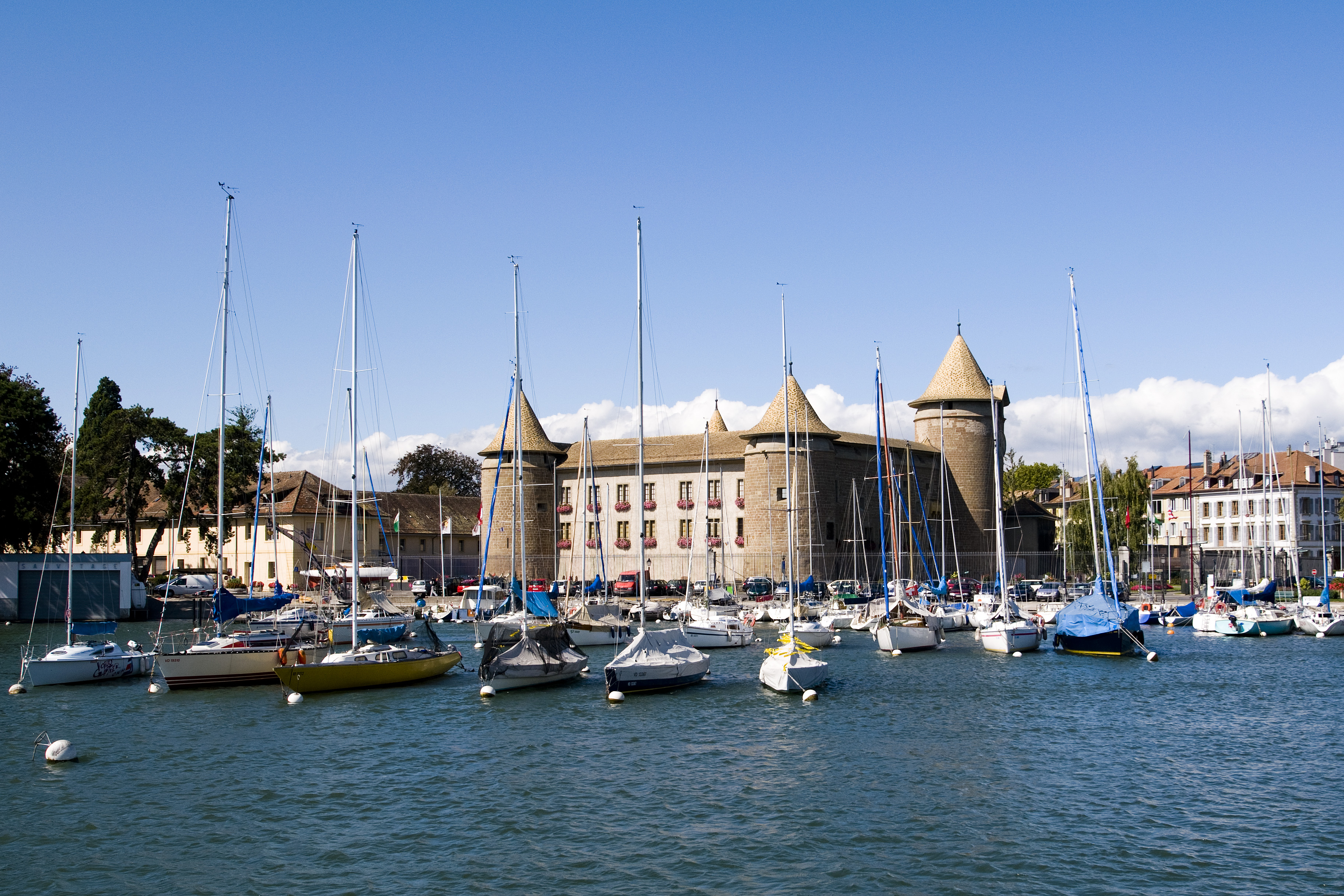
O castelo

## Personalidades
- Bernard Clavel, escritor
- Pierre Fehlmann, navegador
- François-Alphonse Forel, médico fondador a limnologia
- Ignacy Paderewski, musico e personalidade política Polaco
- Ferdinand de Saussure, linguista
- Marguarida de Sabóia (1416-1479) duquesa
- Alexandre Yersin, biologista que descobriu a vacina contra a peste
- Patrick Moraz, tecladista